# Pseudoconnarus rhynchosioides
Pseudoconnarus rhynchosioides är en tvåhjärtbladig växtart som först beskrevs av Standley, och fick sitt nu gällande namn av Ghillean `Iain' Tolmie Prance. Pseudoconnarus rhynchosioides ingår i släktet Pseudoconnarus och familjen Connaraceae. Inga underarter finns listade i Catalogue of Life.